# Rheita (cràter)
Rheita és un cràter d'impacte localitzat al sector sud-oest de la Lluna, situat al nord-est del cràter Metius, i al nord-oest de Young. La vora sud-oest envaeix la Vallis Rheita, una llarga vall lunar que s'estén al llarg de més de 200 quilòmetres en una línia que va de nord-est a sud-oest. En la seva part més ampla, la vall aconsegueix una amplitud de 25 quilòmetres, amb uns 1000 metres de fondària.

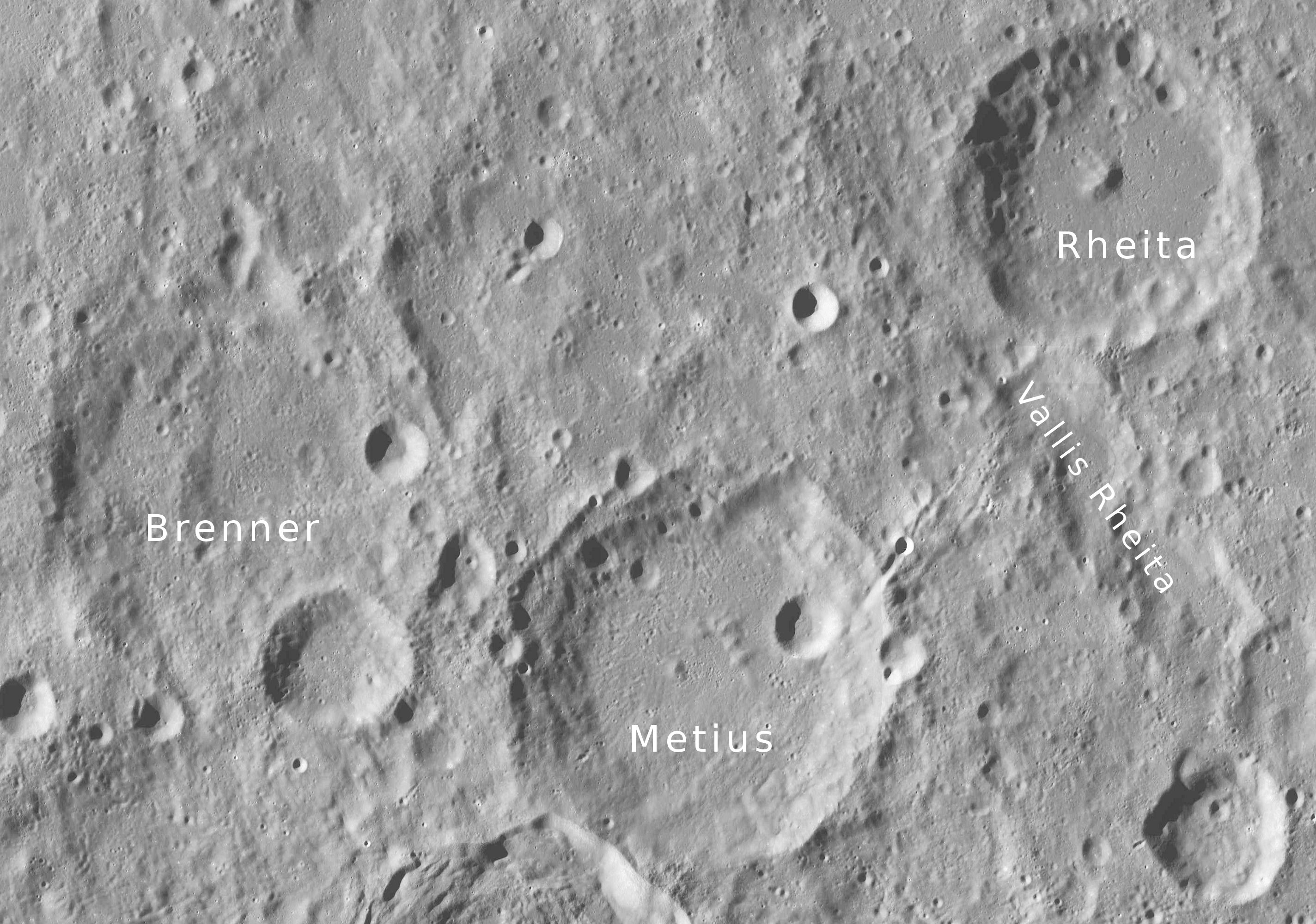
Entorn de Rheita

La vora de Rheita roman ben definida, amb un llavi afilat i una paret interna terraplenada. La vora se superposa a un cràter lleugerament més petit a l'est, i té un parell de petits cràters d'impacte en la paret nord. El sòl del cràter és pla i posseeix un pic central.

## Cràters satèl·lit
Per convenció aquests elements són identificats en els mapes lunars posant la lletra en el costat del punt mitjà del cràter que està més proper a Rheita. Té cràters superposats.
|        | \| Rheita \| Coordenades \| Diàmetre \| \| ------ \| ------------------------------------ \| ---------- \| \| A \| 38° 00′ S, 50° 00′ E / 38.0°S,50.0°E \| 11 km \| \| B \| 39° 06′ S, 52° 48′ E / 39.1°S,52.8°E \| 21 km \| \| C \| 35° 06′ S, 44° 12′ E / 35.1°S,44.2°E \| 8 km \| \| D \| 39° 06′ S, 50° 06′ E / 39.1°S,50.1°E \| 6 km \| \| E \| 34° 12′ S, 49° 06′ E / 34.2°S,49.1°E \| 66 x 32 km \| \| F \| 35° 24′ S, 48° 24′ E / 35.4°S,48.4°E \| 14 km \| \| G \| 40° 30′ S, 54° 18′ E / 40.5°S,54.3°E \| 15 km \| \| H \| 39° 48′ S, 51° 42′ E / 39.8°S,51.7°E \| 7 km \| \| L \| 37° 42′ S, 52° 54′ E / 37.7°S,52.9°E \| 10 km \| \| M \| 35° 30′ S, 50° 06′ E / 35.5°S,50.1°E \| 25 km \| \| N \| 35° 06′ S, 49° 30′ E / 35.1°S,49.5°E \| 8 km \| \| P \| 37° 54′ S, 44° 24′ E / 37.9°S,44.4°E \| 11 km \| |            |
| Rheita | Coordenades | Diàmetre   |
| A      | 38° 00′ S, 50° 00′ E / 38.0°S,50.0°E | 11 km      |
| B      | 39° 06′ S, 52° 48′ E / 39.1°S,52.8°E | 21 km      |
| C      | 35° 06′ S, 44° 12′ E / 35.1°S,44.2°E | 8 km       |
| D      | 39° 06′ S, 50° 06′ E / 39.1°S,50.1°E | 6 km       |
| E      | 34° 12′ S, 49° 06′ E / 34.2°S,49.1°E | 66 x 32 km |
| F      | 35° 24′ S, 48° 24′ E / 35.4°S,48.4°E | 14 km      |
| G      | 40° 30′ S, 54° 18′ E / 40.5°S,54.3°E | 15 km      |
| H      | 39° 48′ S, 51° 42′ E / 39.8°S,51.7°E | 7 km       |
| L      | 37° 42′ S, 52° 54′ E / 37.7°S,52.9°E | 10 km      |
| M      | 35° 30′ S, 50° 06′ E / 35.5°S,50.1°E | 25 km      |
| N      | 35° 06′ S, 49° 30′ E / 35.1°S,49.5°E | 8 km       |
| P      | 37° 54′ S, 44° 24′ E / 37.9°S,44.4°E | 11 km      |